# 耶羅波安二世
耶羅波安二世（希伯來語：‎，？—前753年）天主教譯為雅洛貝罕二世，是古代中東國家北国以色列的君主。他的父親是約阿施（《列王紀下》第14章第23节参）。

## 登年早期
耶羅波安二世在位的年期，目前歷史上有兩種講法：
1. 費毅榮（英语：Edwin R. Thiele）認為是從前790年到前750年；
2. 威廉·奧爾布賴特（英语：William F. Albright）認為是從前786年到前746年。
3. 英漢宗教字典鄧肇明主編在p146記載，耶羅波安，以色列王。二世（約主前785-745）。[1]

## 聖經相關章節
- 《列王紀下》第14章23節–第14章:29節